# Liste des vice-présidents de l'Ouganda
La liste des vice-présidents de l'Ouganda recense les personnes ayant occupé la fonction de vice-président de la république d'Ouganda depuis 1963, soit l'année de création de la fonction, lors de la proclamation de la république dans le pays le 9 octobre. Le vice-président est nommé par le président de la République et constitue la deuxième plus haute autorité exécutive du pays.

## Titulaires
Le tableau suivant répertorie les personnes ayant occupé la fonction de vice-président de l'Ouganda. 
| Investiture  | Fin du mandat | Nom                    |
| ------------ | ------------- | ---------------------- |
| 1963         | 1966          | William Nadiope III    |
| 1967         | 1971          | John Babiiha           |
| 1977         | 1978          | Mustafa Adrisi Abataki |
| 1980         | 1985          | Paulo Muwanga          |
| 1985         | 1991          | Vacant                 |
| 1991         | 1994          | Samson Kisekka         |
| 1994         | 23 mai 2003   | Specioza Kazibwe       |
| 23 mai 2003  | 25 mai 2011   | Gilbert Bukenya        |
| 25 mai 2011  | 14 juin 2021  | Edward Ssekandi        |
| 14 juin 2021 | en fonction   | Jessica Alupo          |